# Liste der Straßen in Essen-Burgaltendorf
Die Liste der Straßen in Essen-Burgaltendorf beschreibt das Straßensystem im Essener Stadtteil Burgaltendorf mit den entsprechenden historischen Bezügen.

## Einführung und Überblick
Die ehemalige Gemeinde Altendorf (Ruhr) wurde 1970 zur Stadt Essen eingemeindet, wobei sie in Burgaltendorf umbenannt wurde, da es in Essen bereits den Stadtteil Altendorf gab. In Essen-Burgaltendorf leben heute 9403 Einwohner (30. September 2022) auf einer Fläche von 6,3 Quadratkilometern. Burgaltendorf gehört zum Postleitzahlenbezirk 45289.
Durch Beschluss des Altendorfer Gemeinderates wurden am 16. Juni 1911 amtliche Straßennamen eingeführt. Nach Eingemeindung zur Stadt Essen 1970 wurden notwendigerweise 26 Straßennamen geändert. Laut Beschluss des Hauptausschusses der Stadt Essen wurden diese am 16. Dezember 1970 im Verhältnis 1:1 umbenannt, das bedeutete eine Umbenennung in Burgaltendorf musste eine Umbenennung im übrigen Essener Stadtgebiet zur Folge haben. Mehrere Straßennamen in Burgaltendorf erinnern heute an den einstigen Steinkohlenbergbau im damaligen Altendorf (Ruhr). Im Süden des Stadtteiles ist 1966 eine Gruppe von Straßen nach Vögeln benannt worden.
Im Norden Burgaltendorfs bildet die Ruhr die Grenze zum Nachbarstadtteil Horst sowie zur Nachbarstadt Bochum. Die südöstliche Grenze, überwiegend zur Nachbarstadt Hattingen, verläuft von der Ruhr über Land und kreuzt dabei die Burgstraße. Weiter nach Süden über Land verlaufend, kreuzt sie die Dumberger Straße und folgt grob dem Elvenholzbach, bis sie die Kohlenstraße im Süden Burgaltendorfs quert. Im weiteren Verlauf nach Nordwesten folgt die Grenze grob der Straße Deipenbecke und in Verlängerung als Westgrenze dem Dellmannsweg, weiter über Land die Überruhrstraße und die Charlottenstraße kreuzend durchs Wichteltal wieder bis zur Ruhr.
In Burgaltendorf gibt es 65 benannte Verkehrsflächen, darunter keinen Platz. Davon befinden sich folgende Straßen nur teilweise im Stadtteil:

Burgstraße, Deipenbecke, Deipenbecktal, Dellmannsweg, Dumberger Straße (als Burgaltendorfer Straße in Hattingen weiter), Im Brauke, Kohlenstraße, Laurastraße, Überruhrstraße, Wichteltal.
Durch den Stadtteil Burgaltendorf verläuft die Landesstraße L925 auf der Überruhrstraße von Überruhr, weiter über die Mölleneystraße, die Alte Hauptstraße und die Dumberger Straße nach Hattingen.

## Listen der Straßen
Die nachfolgende Tabelle gibt eine Übersicht über die Straßen und Wege im Stadtteil mit entsprechenden Informationen.
- Name: aktuelle Bezeichnung der Straße.
- Länge/Maße in Metern:
 Die in der Übersicht enthaltenen Längenangaben sind gerundete Übersichtswerte, die in Google Earth mit dem dortigen Maßstab ermittelt wurden. Sie dienen Vergleichszwecken und werden, sofern amtliche Werte bekannt sind, ausgetauscht und gesondert gekennzeichnet.
 Der Zusatz (im Stadtteil) gibt an, dass die Länge die des Straßenabschnitts innerhalb des Stadtteils ist, da die Straße in benachbarte Stadtteile weitergeführt wird.
 Der Zusatz (alle Straßenabschnitte zusammen) gibt an, dass die Straße so verwinkelt ist, dass keine „Hauptstraße“ besteht. Stattdessen wird die Länge aller Straßenabschnitte zusammengezählt.
- Herleitung: Ursprung oder Bezug des Namens
- Datum der Benennung: amtliche Erstbenennung
- Anmerkungen: zusätzliche Informationen
- Bild: Foto der Straße oder eines anliegenden Objekts

| Name                     | Länge/Maße (in Metern)                | Herleitung                                                        | Datum der Benennung | Bemerkungen | Bild                                                   |
| ------------------------ | ------------------------------------- | ----------------------------------------------------------------- | ------------------- | --- | ------------------------------------------------------ |
| Alte Hauptstraße         | 1110                                  | Hauptstraße der einstigen Gemeinde Altendorf (Ruhr)               | 23. Nov. 1978       | Die zuvor Hauptstraße genannte Straße war die bedeutendste Straße der ehemaligen Gemeinde Altendorf (Ruhr). Sie musste nach der Eingemeindung zur Stadt Essen umbenannt werden, da es im 1975 eingemeindeten Kettwig bereits eine Hauptstraße genannte Straße gab. Heute stellt die Alte Hauptstraße als Teil der Landesstraße L925 eine wichtige Ost-West-Verbindung durch Burgaltendorf dar. | Alte Hauptstraße                                       |
| Am Fröhlinge             | 710                                   | Fröhling, Flurname und Kotten                                     | 16. Juni 1911       | Ursprünglich war mit Am Fröhlinge ein sogenannter Nummerierungsbezirk bezeichnet, im Gegensatz zur heutigen Straße. Zudem besaß Carl Fröhling laut dem Urkataster von 1821 ein Wohnhaus, ein Einwohnerhaus und 13 Morgen Land. Die Straße Am Fröhlinge führt von der Kohlenstraße nach Westen, quert die Kirchstraße und endet als Sackgasse. Sie führte einst bis zur Laurastraße. Der Teil zwischen Kohlenstraße und Kirchstraße trug bis um 1970 den Namen Elvenholzfeld. |                                                        |
| Am Hang                  | 330                                   | Lage am Hang                                                      | 25. Feb. 1964       | Die nach ihrer Lage am Hang benannte Straße bildet einen westlichen Bogen von und wieder zur Kohlenstraße. |                                                        |
| Am Kieskamp              | 210                                   | Kieskamp, Flurname                                                | 18. Dez. 1961       | Kieskamp bezeichnete eine größere Flur nahe der Burg Altendorf. Die Straße Am Kieskamp zweigt im Osten der Alten Hauptstraße als Stichstraße nach Süden ab. |                                                        |
| Am Kirchhof              | 340                                   | Lage am katholischen Friedhof                                     | 16. Juni 1911       | Ursprünglich war mit Am Kirchhof ein sogenannter Nummerierungsbezirk bezeichnet, im Gegensatz zur heutigen Straße. Die Straße Am Kirchhof führt von der Alten Hauptstraße nordostwärts zum am 25. Mai 1899 eröffneten Friedhof der heutigen katholischen Kirchengemeinde Burgaltendorf. |                                                        |
| Am Krählinge             | 220                                   | Krähling, Kotten                                                  | 16. Juni 1911       | Anfang des 19. Jahrhunderts besaß der Kötter Heinrich Krähling als Pächter des Bauern Schulte Stade ein etwa sieben Morgen großes Anwesen am Schultenbusch. Einen weiteren Kötter, Peter Krähling gen. Grünendahl, gab es im Dieckmannsbusch des Bauern Vaester. Zudem war ursprünglich mit Am Krählinge ein sogenannter Nummerierungsbezirk bezeichnet (Bezirk bei Störbrauk). Die heutige Straße Am Krählinge bildet eine Verbindung zwischen Überruhrstraße und Heinrich-Kämpchen-Straße. |                                                        |
| Am Sonnenhang            | 420 (alle Straßenabschnitte zusammen) | Sonnenschein, Kotten                                              | nach 1. Jan. 1975   | Nach der Eingemeindung von Kettwig zur Stadt Essen 1975 wurde die Straße, um eine Doppelung zu vermeiden und auf Willen der Anlieger, von Am Sonnenschein in Am Sonnenhang umbenannt. 1865 besaß der Bergmann Joh. Altenbeck gen. Sonnenschein im Schlütersbusch ein Anwesen von etwa sieben Morgen Größe. Die Straße Am Sonnenhang verbindet die Charlottenstraße mit der Straße Am Wasserturm, wobei sie eine ebenso lange Stichstraße nach Westen besitzt. |                                                        |
| Am Stern                 | 200                                   | Lage nahe der Gaststätte „Zum goldenen Stern“                     | 30. Dez. 1968       | Die Straße erhielt ihren Namen aufgrund der Nähe zur Gaststätte Zum goldenen Stern an der Überruhrstraße 485. Diese geht vermutlich auf den Kotten von Georg Sternberg zurück. 1823 war er etwa zehn Morgen groß. Er ging 1870 von den Sternbergs auf die Gebrüder Moses und Abraham Löwenstein aus Steele über. Die Straße Am Stern geht als Stichstraße in westlicher Richtung von der Überruhrstraße ab. |                                                        |
| Am Vattersberg           | 210                                   | überlieferte Lagebezeichnung                                      | 16. Dez. 1970       | Es handelst sich hier um eine mündlich überlieferte Lagebezeichnung, über deren Ursprung nichts bekannt ist. Die zuvor Dinnendahlweg genannte Straße Am Vattersberg verläuft von der Alten Hauptstraße nach Norden über die Straße am Kirchhof, wo sie als Sackgasse endet. |                                                        |
| Am Wasserturm            | 410                                   | Lage am ehemaligen Wasserturm                                     | 5. Juni 1953        | Auf Beschluss der Gemeindevertretung der Gemeinde Altendorfer (Ruhr) vom 2. September 1893 erfolgte die Anlage einer Wasserversorgung. Sie wurde durch eine Anleihe bei der Landesbank Münster finanziert. Nahe der Windmühle auf der Ruhrhöhe erbaute man einen Erdbehälter als Wasserreservoir. Eine Pumpstation im Ruhrtal füllte ihn. 1903 wurde das Altendorfer Wasserwerk an das Wasserwerk für das westfälische Kohlenrevier in Gelsenkirchen verkauft. Am 28. Dezember 1912 wurde ein Hochbehälter, der Wasserturm, in Betrieb genommen, um die Bürger mit Wasser zu versorgen, die bisher auf gleicher Höhe des Erdbehälters lebten. Die Straße Am Wasserturm verbindet die Überruhrstraße mit der Straße Am Sonnenhang. |                                                        |
| Amselweg                 | 160                                   | Amsel, Vogel                                                      | 12. Dez. 1966       | Der nach dem Singvogel benannte Amselweg ist eine Stichstraße, die südlich der Taubenstraße abzweigt. |                                                        |
| An der Windmühle         | 420                                   | Auf eine Windmühle zuführend                                      | 16. Juni 1911       | Zur Zeit der Benennung führte die Straße auf eine Windmühle zu, die vom Bauern Wilhelm Wintermann errichtet und 1868 in Betrieb genommen wurde. Bei Windstille konnte die Mühle auch mit Dampf betrieben werden. 1903 erwarb der Müller Dzieran aus Stiepel die Windmühle von Wintermann. Durch Bergschäden wurde der Drehkranz der Mühle in den 1910er Jahren stark beschädigt und kam 1919 zum Stillstand. 1921 übernahm die Zeche Theodor, die den Betrieb der Zeche Vereinigte Charlotte übernommen hatte, die Mühle von Dziernan und ließ sie schließlich niederlegen. Die Straße An der Windmühle verbindet die Überruhrstraße mit der Charlottenstraße. |                                                        |
| Auf dem Loh              | 890 (alle Straßenabschnitte zusammen) | Loh, Flurname                                                     | 16. Juni 1911       | Die ursprüngliche Lohstraße, die nach einer Flur benannt wurde, beginnt an der Alten Hauptstraße und führt nach Norden. Seit etwa nach 1965 kreuzt sie die einstige Schulstraße und führt in einem nördlichen Bogen wieder auf diese zurück. Am 3. Oktober 1978 wurde die Schulstraße Teil der Straße Auf dem Loh. (In Burgaltendorf gab es eine weitere Schulstraße, die heute Mölleneystraße heißt.) | Auf dem Loh: Jesus-lebt-Kirche                         |
| Auf der Ruhrhöhe         | 110                                   | Lage über der Ruhr                                                | 28. Nov. 2006       | Die nach ihrer Lage bezeichnete Straße ist eine nördlich der Charlottenstraße abzweigende Stichstraße. |                                                        |
| Brinkmannsbusch          | 100                                   | Brinkmannsbusch, Flurname                                         | 7. Aug. 1990        | Die nach der alten Flurbezeichnung benannte Straße ist eine südliche Stichstraße der Heinrich-Kämpchen-Straße. |                                                        |
| Burgstraße               | 1230                                  | Burg Altendorf                                                    | 16. Dez. 1970       | Die nach der Burg in Burgaltendorf bezeichnete Straße beginnt als östliche Fortsetzung der Alten Hauptstraße, führt direkt an der Burg vorbei nach Norden und in einem Bogen ostwärts weiter nach Hattingen, wo sie mit anderem Namen fortgeführt wird. Vor der Eingemeindung zu Essen 1970 war sie als Dahlhauser Straße bezeichnet gewesen, jedoch gab es bereits in Essen-Horst eine Straße dieses Namens. | Burg Altendorf an der Burgstraße                       |
| Charlottenberg           | 870                                   | ehemalige Zeche Charlotte und Nachfolgezeche Vereinigte Charlotte | 16. Juni 1911       | Die Straße Charlottenberg zweigt nördlich der Charlottenstraße ab und führtins Ruhrtal, wo sie in die Holteyer Straße übergeht. |                                                        |
| Charlottenhöhe           | 180                                   | ehemalige Zeche Charlotte und Nachfolgezeche Vereinigte Charlotte | 16. Dez. 1970       | Die Charlottenhöhe, die zuvor teilweise die Bezeichnung Holteyerberg trug, ist eine Stichstraße nordöstlich abzweigend der Charlottenstraße. |                                                        |
| Charlottenstraße         | 1000 (im Stadtteil)                   | ehemalige Zeche Charlotte und Nachfolgezeche Vereinigte Charlotte | 16. Juni 1911       | Die Charlottenstraße beginnt an der Worringstraße und führt in einem nordwestlichen Bogen über die Ruhrhöhen in den Nachbarstadtteil Überruhr-Holthausen. |                                                        |
| Charlottenweg            | 350                                   | ehemalige Zeche Charlotte und Nachfolgezeche Vereinigte Charlotte | 16. Dez. 1970       | Der Charlottenweg, der zuvor in ihrem östlichen Teil die Bezeichnung Holteyerberg trug, ist eine nordöstliche Stichstraße der Charlottenstraße. |                                                        |
| Deipenbecke              | 210 (im Stadtteil)                    | Deipenbecke, Nebenfluss der Ruhr                                  | 16. Juni 1911       | Nach dem Bach Deipenbecke war ursprünglich ein Nummerierungsbezirk unterhalb der Halde der Zeche Steingatt benannt, im Gegensatz zur heutigen Straße. Die Straße Deipenbecke verläuft vom Lauraberg nach Westen in den Nachbarstadtteil Byfang. |                                                        |
| Deipenbecktal            | 900 (im Stadtteil)                    | Tal der Deipenbecke                                               | 16. Dez. 1970       | Die Straße Deipenbecktal, die zuvor in Teilen Deipenbecktalweg und Kupferdreher Straße hieß, verläuft durch das Tal des Baches Deipenbecke und verläuft weiter in die Nachbarstadtteile Überruhr-Holthausen und Byfang, wo sie die Grenze zwischen beiden bildet. |                                                        |
| Dellmannsweg             | 440 (im Stadtteil)                    | Dellmann, Hofname                                                 | vor 1927            | Der Hof Dellmann war ein Erbleibgewinngut des Stiftes Stoppenberg. Es kam durch Grundstückstausch der Stiftsdamen mit Hugo von der Horst 1391 an das Stift. Eine Verleihungsurkunde aus dem Jahr 1660 erwähnt das Guth auf Dellen. 1795 ist der halbe Bauer Dellmann Aufsitzer. 1810 geht der Hof auf Georg Henrich Dellmann über. Henrich Dellmann löste 1834 alle auf dem Hof ruhenden fiskalischen Lasten ab, woraufhin er uneingeschränkter Eigentümer wurde. 1867 gehört der Hof Johann Diedrich Dellmann und 1887 Wilhelm Dellmann. Letzterer veräußerte ihn 1909 an den Bauunternehmer Bernhard Laubrock aus Rotthausen. Der Delmannsweg beginnt an der Straße Deipenbecktal und führt weiter in den Nachbarstadtteil Überruhr-Holthausen. |                                                        |
| Diekmannsbusch           | 390 (alle Straßenabschnitte zusammen) | alter Flurname                                                    | 7. Aug. 1990        | Die nach einem Flurnamen benannte Straße Dieckmannsbusch verläuft teils südlich parallel zur Heinrich-Kämpchen-Straße. |                                                        |
| Drosselweg               | 140                                   | Drossel, Singvogel                                                | 12. Dez. 1966       | Der nach dem Singvogel benannte Drosselweg verbindet den Amselweg mit dem Spechtweg. |                                                        |
| Dumberger Straße         | 720                                   | Dumberg, Ortsteil in Hattingen                                    | 16. Juni 1911       | Die Dumberger Straße führt seit 1970 von der Alten Hauptstraße in Verlängerung weiter Richtung Dumberg, einer ehemaligen Gemeinde, die heute zu Hattingen gehört. Vorher trug nur der Teil östlich der Einmündung der Straße Havenkamp den Namen Dumberger Straße, der andere Teil zählte zur Burgstraße. |                                                        |
| Elvenholzfeld            | 260                                   | Elvenholzfeld, Flurname                                           | 16. Juni 1911       | Der Bauer Hendrich Elvenholl besaß Anfang des 19. Jahrhunderts einen 37 Morgen großen Hof. Er lag mit großen Teilen der Ackerfläche in der Flur aufm Felde. Im Burgaltendorfer Urkataster von 1821 wird die Flur Elvenholzfeld nicht genannt, jedoch wurde in Bezug zu diesem Hof daraus nachher diese Bezeichnung. Zunächst mit Elvenholzfeld ein Nummerierungsbezirk benannt, nicht nur die Straße. Die Straße Am Fröhlinge trug zwischen Kohlenstraße und Kirchstraße bis um 1970 den Namen Elvenholzfeld. Die heutige Straße Elvenholzfeld führt von der Taubenstraße in einem nördlichen Bogen wieder auf diese zurück. |                                                        |
| Feldstraße               | 110                                   | Lage am Feld                                                      | 3. Dez. 1959        | Die nach ihrer Lage benannte Feldstraße ist eine westlich der Kohlenstraße abgehende Stichstraße. |                                                        |
| Fritz-Schaub-Weg         | 230                                   | Fritz Schaub, Lokalpolitiker                                      | 20. Okt. 1998       | Fritz Schaub wurde am 2. Mai 1903 in Altendorf (Ruhr) geboren und erlernte das Schlosserhandwerk. 1921 begann er auf Zeche Heinrich in Überruhr als Grubenschlosser. Dort war er von 1946 bis 1963 Betriebsratsmitglied. Nach dem Zweiten Weltkrieg zählte er zu den Mitbegründern der altendorfer SPD, wobei er bis 1969 Gemeinderatsmitglied in Altendorf (Ruhr) war. Zudem war er bis Mitte der 1960er-Jahre Fraktionsvorsitzender. Am 21. Juni 1969 starb Fritz Schaub in Altendorf (Ruhr). Der Fritz-Schaub-Weg zweigt südlich der Überruhrstraße als Stichstraße ab. |                                                        |
| Haverkamp                | 620                                   | Haferfeld, Flurname                                               | 12. Jan. 1972       | Die seit 1911 Im Haferfeld genannte Straße wurde nach Eingemeindung zur Stadt Essen wegen Namensgleichheit einer Straße in Freisenbruch in Haverkamp umbenannt. Sie geht nördlich der Dumberger Straße als Stichstraße ab. |                                                        |
| Heinrich-Kämpchen-Straße | 480                                   | Heinrich Kämpchen, Bergmann und Arbeiterdichter                   | 13. Nov. 1951       | Die nach Heinrich Kämpchen benannte Straße führt von der Überruhrstraße nach Westen zur Straße Dieckmannsbusch. |                                                        |
| Hermann-Duesmann-Straße  | 210                                   | Hermann Duesmann, Lokalpolitiker                                  | 20. Nov. 2007       | Hermann Duesmann wurde am 8. Mai 1904 in Altendorf (Ruhr) geboren. Er war von Beruf Bergmann und gehört zu den Gründungsmitgliedern der CDU in Altendorf (Ruhr). Von 1949 bis 1964 war er Amtsbürgermeister des Amtes Hattingen-Land, zu dem Altendorf (Ruhr) gehörte. Am 22. Mai 1970 starb Duesmann in Burgaltendorf. Die Hermann-Duesmann-Straße geht westlich der Worringstraße als Stichstraße ab. |                                                        |
| Holteyer Hang            | 240                                   | Anlehnung an Holteyerberg                                         | 16. Dez. 1970       | Der Holteyer Hang, der seinen Namen in Anlehnung an den Holteyerberg erhielt (siehe auch Holteyer Straße), ist eine von der Holteyer Straße südlich abgehende Stichstraße. |                                                        |
| Holteyer Höhe            | 80                                    | Anlehnung an Holteyerberg                                         | 17. Juli 2012       | Die Holteyer Höhe, der ihren Namen in Anlehnung an den Holteyerberg erhielt (siehe auch Holteyer Straße), ist eine von der Straße Schlütersbusch abgehende Stichstraße. |                                                        |
| Holteyer Straße          | 1990                                  | Holtey, Hofname                                                   | 16. Dez. 1970       | Der Straßenverlauf führt in Richtung der einstigen Höge Ober- und Unterholtey, die im Ruhrtal unterhalb des Holteyer Bergs lagen. Die Benennung von Ober- und Unterholtey bezog sich auf den Verlauf der Ruhr, nicht auf die Höhenlage der Höfe. Sie gehen auf die Burg Holtey der adeligen Herren von Holtey zurück. Oberholtey wird 1332 im Kettenbuch erwähnt und war ein Behandigungsgut des Stiftes Essen. Letztbehandigte waren Ende des 18. Jahrhunderts Anna Gertrud Wallmingrodt und ihr Ehemann Heinrich Hammann. Unterholtey war hingegen ein Dienstmannslehen der Abtei Werden, mit dem die Heeren des Hauses Altendorf belehnt waren, die den Hof dem Bauern Schulte-Holtey zur Bewirtschaftung überließen. Letztbelehnter war 1805 Johann Dietrich Schulte Holtey. 1835 ging Unterholtey nach Ablösung des Lehnsnexus in das uneingeschränkte Eigentum der Familie Schulte-Holtey über. Aufgrund des Ruhrhochwassers wurden die Hofgebäude 1857 um einhundert Meter nach Norden verlegt. 1903 wurde der 48 Hektar große Hof an die Gelsenkirchener Wasserwerke verkauft, die an der Ruhr eine Wassergewinnungsanlage errichtete. Der Pächter durfte vom Werk ungenutzte Flächen bis 1956 weiter bewirtschaften. Die Holteyer Straße beginnt westlich der Burgstraße und führt hinab ins Ruhrtal, am ehemaligen Bahnhof Altendorf (Ruhr) vorbei, und endet dort, wo die Straße Charlottenberg ihre Fortsetzung bildet. | Holteyer Straße am ehemaligen Bahnhof Altendorf (Ruhr) |
| Holteyerberg             | 200                                   | ehemaliger Nummerierungsbezirk                                    | 16. Juni 1911       | Die Bezeichnung Holteyerberg geht auf die Holteyer Höhe als Lagebezeichnung zurück. Der Name bezeichnete zunächst einen Nummerierungsbezirk. Die heutige Straße Holteyerberg ist eine westliche Stichstraße der Worringstraße. |                                                        |
| Im Brauke                | 300                                   | Brauke, Flurname                                                  | 12. Dez. 1966       | Die nach der Flur Brauke benannte Straße, die zuvor Ruhrhöhenweg hieß, führt von der Taubenstraße nach Südosten und gleichnamig weiter in Hattingen. |                                                        |
| Im Bungert               | 240                                   | Bungert, Flur- und Hofname                                        | 12. Sep. 1968       | In einer Urkunde werden 1548 Johan Bungert to Altendope und seine Frau Gertruydt als Erwerber eines Weiderechts für zwei Kühe und ein Fohlen von Adolph von Schüren im Horster Loeden genannt. 1824 war der rund 100 Morgen große Hof Bungert im Eigentum des Bauern Joh. Heinr. Bungert. Zuletzt wurde er von den Eheleuten Wilhelm Bungert und Gertrud geborene Schulte-Holtey bewirtschaftet. 1919 bewirtschaftete der Landwirt Höhmann den Hof. Die Straße Im Bundgert verbinder in einem östlichen Bogen die Burgstraße mit der Straße in den Höfen. |                                                        |
| Im Heimberge             | 220                                   | Heimberge, Flurname                                               | 20. Feb. 1963       | Die nach der Flur Heimberge benannte Straße ist eine nördlich der Holteyer Straße abzweigende Stichstraße. |                                                        |
| Im Vaeste                | 360                                   | Vaeste, Flurname                                                  | 16. Juni 1911       | Die nach der Flur Vaeste benannte Straße ist eine östlich der Vaestestraße abzweigende Stichstraße. |                                                        |
| In den Höfen             | 130                                   | Lage an mehreren Höfen                                            | 16. Juni 1911       | Die Straße In den Höfen ist nach ihrer Lage an mehreren Höfen benannt; darunter die Höfe Biermann, Bungert, Mintrop und Schlüter. Sie ist eine östlich der Burgstraße abgehende Stichstraße. |                                                        |
| Kaiserei                 | 240                                   | volkstümliche Lagebezeichnung                                     | 16. Juni 1911       | Die landläufige Bezeichnung geht auf den Familiennamen Kaiser zurück. 1849 errichtete der Schreiner Joh. Heinrich Kaiser einen Kotten auf einem etwa vier Morgen großen Grundstück in der Märkersegge, das er von der Witwe Oversohl erwarb. 1879 ging der Kotten an die Eheleute Joseph Gedigk und Gertrud geborene Kaiser über, und 20 Jahre später an den Berginvaliden Heinrich Wilhelm Eggemann. Einst wurde mit Kaiserei ein Nummerierungsbezirk bezeichnet. Die heutige Straße Kaiserei zweigt östlich der Laurastraße als Stichstraße ab. |                                                        |
| Ketteltasches Hof        | 270                                   | Lagebezeichnung                                                   | 6. März 1990        | Die Straße Ketteltasches Hof wurde nach einer nicht weiter bekanntem Lagebezeichnung benannt. Die Straße beginnt an der Überruhrstraße und endet in einem nordöstlichen Bogen in einer Sackgasse. |                                                        |
| Kirchgang                | 200                                   | Weg zur Herz-Jesu- und zur Jesus-lebt-Kirche                      | 30. Aug. 2013       | Über diesen Weg gelangten die Katholiken, die Auf dem Loh wohnten, zur Herz-Jesu-Kirche. In entgegengesetzter Richtung gelangten die evangelischen Kirchgänger zur Jesus-lebt-Kirche. Die Namensgebung soll auf beide Kirchen aufmerksam machen und zu einem Besuch dieser, einem Kirchgang, einladen. So verbindet die Straße Kirchgang die Straße Auf dem Loh mit dem Parkplatz am katholischen Friedhof. |                                                        |
| Kirchstraße              | 870                                   | Lage an der Herz-Jesu-Kirche                                      | 16. Juni 1911       | Die Kirchstraße führt von der Laurastraße direkt zur 1898 bis 1900 erbauten Herz-Jesu-Kirche. | Kirchstraße an der Herz-Jesu-Kirche                    |
| Kohlenstraße             | 930 (im Stadtteil)                    | ehemaliger Weg zum Kohlentransport                                | 16. Juni 1911       | Die Kohlenstraße ist ein Teil eines Weges, der dem Kohlentransport zwischen Altendorf (Ruhr) und Langenberg diente. Bereits vor der amtlichen Benennung der Straße war die Bezeichnung Kohlenweg bzw. Kohlweg gebräuchlich. Die Kohlenstraße zweigt in südlicher Richtung von der Alten Hauptstraße ab und führt bergan, auf der Höhe verläuft sie weiter in den Nachbarstadtteil Byfang. |                                                        |
| Lauraberg                | 520                                   | Schacht Laura der Zeche Steingatt                                 | 16. Juni 1911       | Die in Erinnerung an den Burgaltendorfer Bergbauschacht Laura benannte Straße Lauraberg ist eine westliche Stichstraße zur Laurastraße. |                                                        |
| Laurahöhe                | 170                                   | Schacht Laura der Zeche Steingatt                                 | 23. Sep. 1970       | Die in Erinnerung an den Burgaltendorfer Bergbauschacht Laura benannte Straße Laurahöhe ist eine westliche Stichstraße zur Laurastraße. |                                                        |
| Laurastraße              | 980                                   | Schacht Laura der Zeche Steingatt                                 | 16. Juni 1911       | Die in Erinnerung an den Burgaltendorfer Bergbauschacht Laura benannte Laurastraße führt in Verlängerung der Mölleneystraße nach Süden und weiter nach Hattingen. |                                                        |
| Meisenweg                | 170                                   | Meise, Singvogel                                                  | 12. Dez. 1966       | Der nach dem Singvogel benannte Meisenweg ist eine Stichstraße, die südlich der Straße Im Brauke abzweigt. |                                                        |
| Mölleneystraße           | 280                                   | Mölleney, zwei Altendorfer Ärzte                                  | um 1965             | Die Mölleneystraße wurde zu Ehren der beiden Ärzte Sanitätsrat Mölleney (* 1855; † 1913) und dessen Sohn Franz Wilhelm Mölleney (* 1889; † 1966) benannt. Wilhelm Mölleney wurde 1964 das Ehrenbürgerrecht durch die Gemeindevertretung Altendorf (Ruhr) verliehen. Die Mölleneystraße, deren südlicher Teil zunächst Schulstraße hieß, verbindet die Überruhrstraße mit der Alten Hauptstraße und ist damit Teil der Landesstraße L925. (In Burgaltendorf gab es eine weitere Schulstraße, die heute Auf dem Loh heißt.) Die Stichstraße nördlich der Überruhrstraße, die seit 16. Dezember 1970 zur Mölleneystraße gehört, hieß vorher Neustraße. |                                                        |
| Mühlenhang               | 160                                   | Anlehnung an den Mühlenweg                                        | 16. Dez. 1970       | Die Stichstraße Mühlenhang, die zuvor Bergstraße hieß, erinnert in Anlehnung an den heutigen Mühlenweg, in den sie mündet, an die Altendorfer Bauern, die ihr Korn über den damaligen Mühlenweg, die heutige Straße Holthuser Tal (in Überruhr) an die Rohmühle an der Ruhr transportierten. |                                                        |
| Mühlenweg                | 680                                   | Transportweg zur Mühle                                            | 25. Nov. 1949       | Der heutige Mühlenweg erinnert an die Altendorfer Bauern, die ihr Korn über den damaligen Mühlenweg, die heutige Straße Holthuser Tal (in Überruhr) an die Rohmühle an der Ruhr transportierten. |                                                        |
| Schlütersbusch           | 190                                   | Wald am Hof Schlüter, Flurbezeichnung                             | 17. Okt. 1955       | Der Hof Schlüter war ein fürstlich-essendisches Lehngut. Es befand sich im 14. Jahrhundert im Besitz der Familie Lipperheide, die nach 1430 nicht mehr in den Lehnregistern genannt wird. 1821 ist als Eigentümer des Hofs Heinrich Schlüter genannt. Zum Hof gehörte ein zu dieser Zeit etwa 20 Morgen großer Wald, den man auch Busch nannte. Die Straße Schlütersbusch verbindet die Worringstraße mit der Straße Holteyer Höhe. |                                                        |
| Schöne Aussicht          | 290 (alle Straßenabschnitte zusammen) | Lage über dem Ruhrtal                                             | 11. Dez. 1970       | Die verzweigte Stichstraße Schöne Aussicht zweigt nördlich der Straße An der Windmühle ab. 1966 wurde der in Nord-Süd-Richtung verlaufende Teil Ursulaweg, und der nördlich in Ost-West-Richtung verlaufende Straßenabschnitt Margarethenweg genannt. Beide zusammen erhielten 1970 die Bezeichnung Schöne Aussicht. |                                                        |
| Schwarzensteinweg        | 270                                   | Schwarzenstein, Familienname                                      | 17. Mai 1972        | Von 1655 bis um 1750 waren die Herren von Mumm von Schwarzenstein Pfandhalter der Burg Altendorf. Der Schwarzensteinweg führt von der Burgstraße nach Süden und endet in einer Sackgasse. Vor 1972 gehörte er teilweise zur Straße In den Höfen und zur Straße Im Bungert. |                                                        |
| Spechtweg                | 260                                   | Specht, Vogel                                                     | 5. Sep. 1978        | Der nach dem Vogel benannte Spechtweg liegt im Süden Burgaltendorfs in einer Gruppe von nach Vögeln benannter Straßen. Zuvor hieß er Finkenweg. |                                                        |
| Steingatt                | 210                                   | Zeche Steingatt                                                   | 16. Dez. 1970       | Die Straße Steingatt wurde in Erinnerung an die Zeche Steingatt in Burgaltendorf so benannt. Sie zweigt als Stichstraße von der Straße Deipenebecke nach Nordosten ab. |                                                        |
| Sternstraße              | 120                                   | Lage nahe der Gaststätte Zum goldenen Stern                       | 30. Okt. 1968       | Die Straße erhielt ihren Namen aufgrund der Nähe zur Gaststätte Zum goldenen Stern an der Überruhrstraße 485. Diese geht vermutlich auf den Kotten von Georg Sternberg zurück. 1823 war er etwa zehn Morgen groß. Er ging 1870 von den Sternbergs auf die Gebrüder Moses und Abraham Löwenstein aus Steele über. Die Sternstraße geht als Stichstraße in westlicher Richtung von der Überruhrstraße ab. |                                                        |
| Talstraße                | 350                                   | Im Tal der Deipenbecke gelegen                                    | 3. Dez. 1959        | Die nach ihrer Lage im Tal der Deipenbecke benannte Straße liegt südlich der Straße Deipenbecktal und bildet ein Rund, in dem sie wieder auf sich selbst zurückführt. |                                                        |
| Taubenstraße             | 470                                   | Taube, Vogel                                                      | 12. Dez. 1966       | Die nach dem Vogel benannte Taubenstraße führt von der Kohlenstraße nach Osten zum Spechtweg. |                                                        |
| Überruhrstraße           | 710 (im Stadtteil)                    | Überruhr, benachbarter Stadtteil                                  | 8. Mai 1933         | Die Bezeichnung Überruhr leitet sich aus der Lage von Hinsel und Holthausen gegenüber der Ruhr ab; aus Sicht von Rellinghausen, wozu beide Bauerschaften jahrhundertelang gerichtlich und kirchlich gehörten. Später gehörten Hinsel und Holthausen politisch zur Bürgermeisterei Steele-Land. Nach Ausscheiden von Rellinghausen, Bergerhausen und Heide bestand die Bürgermeisterei nur noch aus Überruhr und wurde in Personalunion von der Bürgermeisterei Steele-Stadt mit verwaltet. Land- und Stadtbürgermeisterei wurden 1894 getrennt und Theodor Heider (* 1837, † 1913) damit erster Bürgermeister von Überruhr. 1929 kam Überruhr durch Eingemeindung an die Stadt Essen. Die Überruhrstraße, die zuvor in Burgaltendorf Überruhrer Straße genannt wurde, verbindet Überruhr-Hinsel über Überruhr-Holthausen mit Burgaltendor und ist dabei Teil der Landesstraße L925. |                                                        |
| Vaestestraße             | 920                                   | Vaeste, Hofname                                                   | 16. Juni 1911       | Der Hof Vaeste gehörte ursprünglich zum Besitz der Herren von Altendorf. Er wird 1486 im Schatzbuch der Grafschaft Mark genannt. 1970 wurde der Hof durch die letzten Eigentümer, die Eheleute Freitag, an die Stadt Essen veräußert. Die Vaestestraße führt von der Burgstraße nach Norden ins Ruhrtal und endet dort als Sackgasse. |                                                        |
| Wichteltal               | 450 (im Stadtteil)                    | Wichtel in überlieferten Sagen                                    | 15. Jan. 1936       | Die Straße Wichteltal verläuft im Ruhrtal unterhalb der Hermannshöhe, in deren Berg nach einigen Sagen einst Wichtel gelebt haben sollen. Die Straße, die zuvor teilweise Charlottenweg hieß, verbindet unten an der Ruhr gelegen die Stadtteile Überruhr-Hinsel und Überruhr-Holthausen mit Burgaltendorf. |                                                        |
| Worringstraße            | 1630                                  | Worring, Name von Kotten                                          | 17. März 1971       | Die beiden Kotten Oberste Worring und Niederste Worring waren Absplisse des Lehngutes Unterholtey und werden bereits im 16. Jahrhundert genannt. 1821 ist der Hof Oberste Worring sieben, und der Hof Niederste Worring 62 Morgen groß. Die Worringstraße, die zuvor im südlichen Teil Buschstraße und nördlichen Teil Am Bahnhof genannt wurde, führt von der Mölleneystraße ins Ruhrtal bis zum einstigen Bahnhofsgelände des Bahnhofs Altendorf (Ruhr). |                                                        |

## Liste ehemaliger Straßennamen
Die Liste ehemaliger Straßennamen erhebt keinen Anspruch auf Vollständigkeit.
| Name                | von           | bis               | umbenannt in (aktuell)                       | Herleitung                                          | Bemerkungen |
| ------------------- | ------------- | ----------------- | -------------------------------------------- | --------------------------------------------------- | --- |
| Am Bahnhof          | 16. Juni 1911 | 17. März 1971     | → Worringstraße                              | Bahnhof Altendorf (Ruhr)                            | Der Teil der heutigen Worringstraße, der nordöstlich der heutigen Holteyer Straße ins Gewerbegebiet führt, hieß bis 1971 Am Bahnhof. |
| Am Sonnenschein     | 13. Nov. 1961 | nach 1. Jan. 1975 | → Am Sonnenhang                              | Sonnenschein, Kotten                                | Nach der Eingemeindung von Kettwig zur Stadt Essen 1975 wurde die Straße, um eine Doppelung zu vermeiden und nach Willen der Anlieger, von Am Sonnenschein in Am Sonnenhang umbenannt.                                                           |
| Bahnhofstraße       | 16. Juni 1911 | 16. Dez. 1970     | → Holteyer Straße                            | Bahnhof Altendorf (Ruhr)                            | |
| Bergstraße          | 25. Sep. 1967 | 16. Dez. 1970     | → Mühlenhang                                 |                                                     | |
| Buschstraße         | 16. Juni 1911 | 17. März 1971     | → Worringstraße                              |                                                     | |
| Dahlhauser Straße   | 16. Juni 1911 | 16. Dez. 1970     | → Burgstraße                                 | benachbartes Dahlhausen                             | |
| Deipenbecktalweg    | vor 1897      | 16. Dez. 1970     | → Deipenbecktal                              | Weg durch das Tal der Deipenbecke                   | Die heutige Straße Deipenbecktal trug den Namen Deipenbecktalweg zwischen dem Dellmannsweg und der Langenberger Straße. |
| Dinnendahlweg       | 13. Nov. 1951 | 16. Dez. 1970     | → Am Vattersberg                             | Brüder Franz und Johann Dinnendahl                  | Die Brüder Franz und Johann Dinnendahl waren Konstrukteure und Erfinder in der Zeit der frühen Industrialisierung im Ruhrgebiet. |
| Finkenweg           | 12. Dez. 1966 | 5. Sep. 1978      | → Spechtweg                                  | Fink, Vogel                                         | |
| Hauptstraße         | 11. Juni 1911 | 23. Nov. 1978     | → Alte Hauptstraße                           | Hauptstraße der einstigen Gemeinde Altendorf (Ruhr) | Die Hauptstraße war die bedeutendste Straße der ehemaligen Gemeinde Altendorf (Ruhr). |
| Holteyerberg        | 16. Juni 1911 | 16. Dez. 1970     | → Charlottenhöhe → Charlottenweg (teilweise) | Burg Holtey                                         | Die Straße Holteyer Berg begann an der Charlottenstraße, folgte dem Verlauf der heutigen Charlottenhöhe mit einem Abzweig zum heutigen Charlottenweg, und führte bis in die 1960er Jahre weiter bis zur Buschstraße, der heutigen Worringstraße. |
| Horster Straße      | 16. Nov. 1911 | 16. Dez. 1970     | → Holteyer Straße (teilweise)                | einst Straße nach Horst                             | Zwischen dem ehemaligen Bahnhof Altendorf (Ruhr) und der Straße Charlottenberg hieß die heutige Holteyer Straße Horster Straße. Sie führte einst weiter über die Holteyer Brücke nach Horst.                                                     |
| Im Haferfeld        | 16. Juni 1911 | 12. Jan. 1972     | → Haverkamp                                  | Haferfeld, Flurname                                 | Die seit 1911 Im Haferfeld genannte Straße wurde nach Eingemeindung zur Stadt Essen wegen Namensgleichheit einer Straße in Freisenbruch in Haverkamp umbenannt.                                                                                  |
| Kupferdreher Straße | 16. Juni 1911 | 16. Dez. 1970     | → Deipenbecktal                              | Kupferdreh                                          | Die heutige Straße Deipenbecktal trug den Namen Kupferdreher Straße zwischen dem Dellmannsweg und der Mölleneystraße. |
| Margaretenweg       | 12. Dez. 1966 | 11. Dez. 1970     | → Schöne Aussicht                            |                                                     | |
| Neustraße           | 17. Okt. 1955 | 16. Dez. 1970     | → Mölleneystraße                             |                                                     | |
| Ruhrhöhenweg        | vor 1935      | 12. Nov. 1966     | → Im Brauke                                  |                                                     | |
| Schulstraße         | um 1958       | 3. Okt. 1978      | → Auf dem Loh                                | anliegende Grundschule                              | In Burgaltendorf gab es eine weitere Schulstraße, die heute Mölleneystraße heißt. |
| Schulstraße         | 16. Juni 1911 | um 1965           | → Mölleneystraße                             | einst östlich angrenzende Schule                    | In Burgaltendorf gab es eine weitere Schulstraße, die heute Auf dem Loh heißt. |
| Überruhrer Straße   | 16. Juni 1911 | 1933              | → Überruhrstraße                             |                                                     | |
| Ursulaweg           | 12. Dez. 1966 | 11. Dez. 1970     | → Schöne Aussicht                            |                                                     | |